# Uveïtis
Uveïtis is een ontsteking van de uvea, een inwendig onderdeel van het oog. Ontstekingen van de uvea (deze bestaat uit de iris, het corpus ciliare en de chorioides) hebben zeer uiteenlopende oorzaken en worden samengevat onder de term uveïtis.

## Incidentie
De incidentie van deze aandoening is ongeveer 15 per 100.000 per jaar. Bij vijftig procent van de patiënten is tevens sprake van een auto-immuunziekte zoals reumatoïde artritis waarvan de uveïtis dan deel uitmaakt. Veelal blijft de oorzaak van de uveïtis echter ook onbekend.

## Symptomen
De patiënt kan de volgende symptomen hebben:
- onscherp of wazig zien
- overgevoeligheid voor licht (fotofobie)
- pijn in of rond het oog (vaak hevige pijn)
- roodheid (roodverkleuring van het oogwit)

Bij oogheelkundig onderzoek kan men het volgende vinden:
- verminderde visus (minder scherp zien)
- vertroebeling van het glasachtig lichaam (door ontstekingscellen)
- zichtbare, verwijde bloedvaatjes aan de rand van de iris

## Oorzaken
Veel voorkomende oorzaken van uveïtis:
- toxoplasmose
- spondylitis ankylopoetica (ziekte van Bechterew)
- colitis ulcerosa
- cytomegalovirus (CMV)-infectie
- juveniele reumatoïde artritis
- sarcoïdose
- syfilis
- syndroom van Reiter (urethritis+ artritis + conjunctivitis)
- tuberculose
- ziekte van Crohn
- ziekte van Behçet
- andere virussen, met name Herpes simplexvirus, varicella-zostervirus, cytomegalovirus (CMV) en rubellavirus[2]

## Behandeling
De behandeling van de aandoening is afhankelijk van de onderliggende oorzaak. In bepaalde gevallen wordt aanvankelijk gekozen voor een symptomatische benadering, met name wanneer de ziekte zich acuut en ernstig manifesteert. In dergelijke situaties is het cruciaal om een nauwkeurig onderscheid te maken tussen een infectieuze ontsteking en een auto-immuunontsteking (aseptische ontsteking). Dit onderscheid wordt gemaakt op basis van specifieke klinische kenmerken, zoals koorts, gewrichtspijn, longontsteking, huiduitslag, rugpijn, zwelling en andere indicaties van een infectie. Het is van essentieel belang om syfilis, tuberculose en sarcoïdose uit te sluiten als mogelijke oorzaken. 
Voordat corticosteroïden worden toegediend, moet men absoluut zeker zijn dat er geen infectieuze component aanwezig is. Een grondig oogheelkundig onderzoek is noodzakelijk, inclusief een gedetailleerde evaluatie van het achterste segment van het oog, om vast te stellen of er sprake is van een achterste ontsteking die mogelijk het voorsegment beïnvloedt. Dit kan namelijk wijzen op een primaire voorste ontsteking. Het is van het grootste belang corticosteroïden, zowel systemisch als lokaal (bijvoorbeeld injecties), niet overhaast toe te dienen zonder een infectie uit te sluiten. Ongepaste toepassing kan de klinische situatie verergeren en tot onvoorziene complicaties leiden. In sommige gevallen kan het gebruik van lokale oogdruppels een alternatief zijn, mits er geen hoornvliesulcera aanwezig zijn.
Bij twijfel is het raadzaam om aanvullende onderzoeken uit te voeren, zoals bloedonderzoeken, immunologische tests, infectiediagnostiek en beeldvormende technieken (bijvoorbeeld een thoraxfoto of een röntgenfoto van de onderrug).
Daarnaast is voorzichtigheid geboden bij langdurig gebruik van corticosteroïden, met name bij lokale toediening, vanwege het risico op verhoogde intraoculaire druk. Regelmatige controle van elektrolyten, met speciale aandacht voor calciumspiegels, wordt aanbevolen. Ook dient de bloedsuikerspiegel nauwlettend te worden gemonitord.
Bij gebruik van immunosuppressiva is het noodzakelijk om regelmatig een compleet bloedbeeld (CBC) uit te voeren en de nier- en leverfunctie te controleren.
De behandeling bestaat doorgaans uit corticosteroïden (zoals prednison oogdruppels) en mydriatica (zoals atropine oogdruppels) om pupilverwijding te bewerkstelligen. Indien nodig kunnen aanvullende ontstekingsremmende of immunosuppressieve therapieën worden ingezet, afhankelijk van de specifieke etiologie.
Indien langdurig corticosteroïden worden gebruikt, dient de dosis beperkt te blijven tot maximaal 7,50 mg per dag.
Zoals eerder vermeld, is de behandeling afhankelijk van de oorzaak. Indien sprake is van een infectieuze oorsprong, moeten corticosteroïden worden vermeden en dient de therapie gericht te zijn op het bestrijden van virussen, bacteriën of parasieten.
................................................................
Bij ratten blijkt benfothiamine, een synthetisch derivaat van vitamine b1 effectief tegen uveïtis.